# Ян Потоцький (тлумацький староста)
Ян Потоцький (пол. Jan Potocki; пом. 1627) — польський шляхтич, військовик, урядник в українських землях Корони Польської.

## Життєпис
Батько — Станіслав Потоцький, син галицького підкоморія Якуба Потоцького та його другої дружини Друзяни з Язловецьких.
Посідав уряд тлумацького старости, мав звання ротмістра. Добре володів кількома іноземними мовами.

### Сім'я
Дружина — донька мендзижецького каштеляна Сендзівуя Остроруга Барбара пом. 1639)[джерело?]. За даними о. Каспера Несецького ТІ, дочка — Анна, дружина рожанського, тикоцинського і маковського старости, коронного крайчого Альбрихта Весселя. Натомість Теодор Жихлінський, погоджуючись із твердженням, що дружиною Яна Потоцького була представниця роду Остроругів, сумнівався, що її ім'я — Барбара; також стверджував, що чоловіка Анни звали Станіславом, а помер він у 1648 році
Адам Бонецький припускав, що його дружиною була донька Миколая Людзіцького гербу Гримала Катажина (зокрема, у 1613 році), першим чоловіком якої був тлумацький староста Миколай Гербурт. Донька — Маріанна, дружина коронного крайчого Войцеха Станіслава Весселя[джерело?].